# Oyin Oladejo

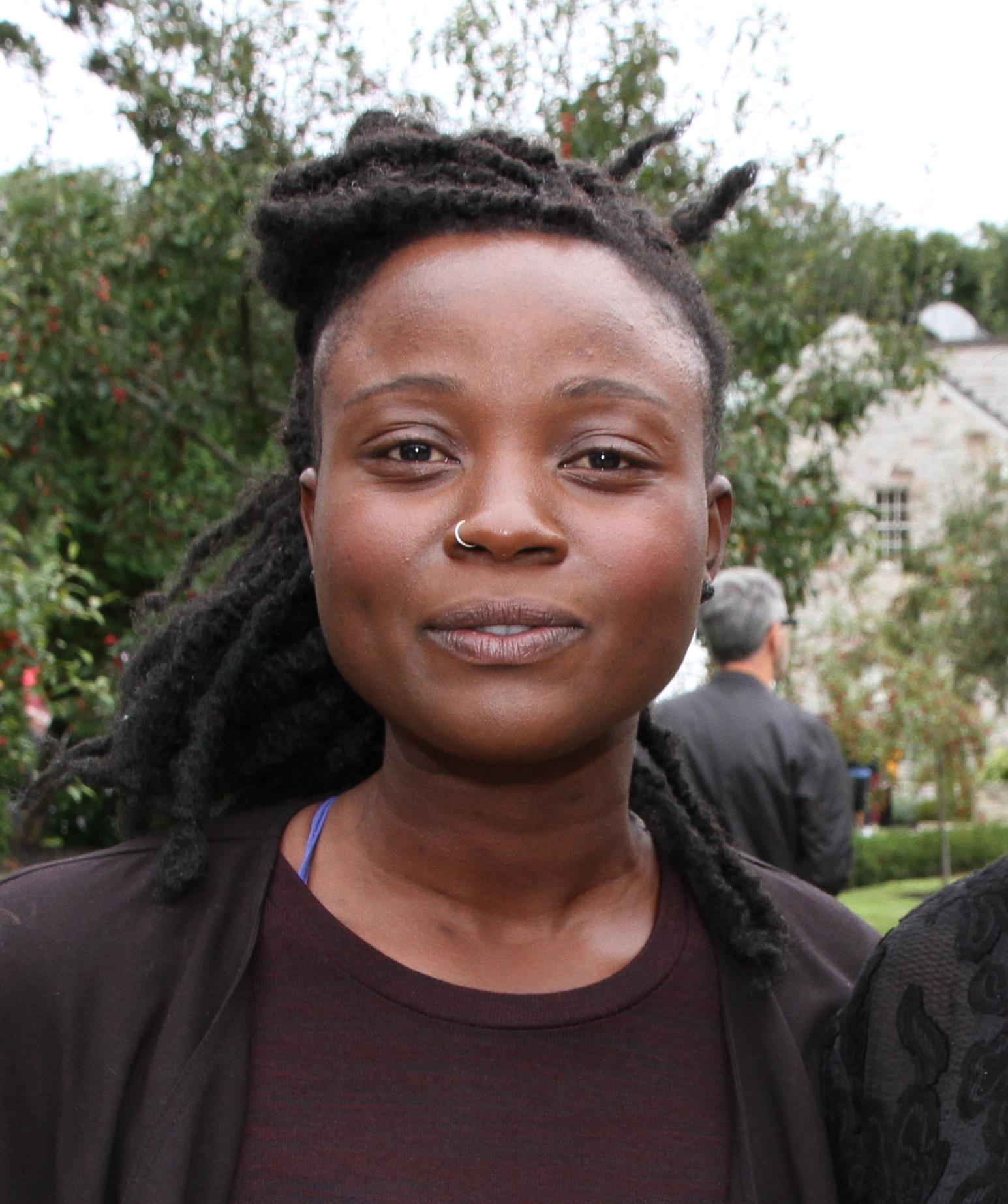
Oyin Oladejo (2015)

Oyin Oladejo (* um 1985 in Ibadan, Nigeria) ist eine in Kanada lebende Schauspielerin. Einem internationalen Publikum wurde sie durch ihre erste Fernsehrolle als Joann Owosekun in der Serie Star Trek: Discovery bekannt. Daneben spielt sie vor allem an verschiedenen Theatern in Toronto.

## Leben
Oyin Oladejo wuchs in Lagos auf und kam 2001 als 16-Jährige nach Kanada. Ihren ursprünglichen Plan, Jura zu studieren, verwarf sie und jobbte unter anderem als Ticketverkäuferin für die Canadian Opera Company, wo sie ihr Interesse an Schauspiel entdeckte. Daraufhin absolvierte sie den Studiengang Theatre Arts – Performance am Humber College in Toronto, sowie die Soulpepper Academy in Toronto. Neben regelmäßigen Theaterengagements in Toronto spielte sie eine Nebenrolle in einem Kurzfilm, hatte aber ansonsten keine Filmangebote – nach ihrer eigenen Aussage in einem Interview war sie kurz davor, den Schauspielberuf aufzugeben. Schließlich nahm sie auf Anraten ihrer Agentin mit einem selbstgedrehten Video an einem Casting teil – ohne zu wissen, für welche Produktion gecastet wurde – und wurde kurz darauf für die Rolle der Einsatzoffizierin  Joann Owosekun in Star Trek: Discovery ausgewählt. Oladejo gehörte von der ersten bis zur fünften Staffel zur Seriencrew.
In den Folgejahren war sie unter anderem in der Rolle von Ophelia in Shakespeares Hamlet oder in der männlichen Rolle des Lopachin in Tschechows Der Kirschgarten zu sehen.

## Theater (Auswahl)
- In This World, Roseneath Theatre, Toronto 2013[6]
- Happy Place, Soulpepper (Young Centre for the Performing Arts), Toronto 2015[7]
- Marat/Sade, Soulpepper (Young Centre for the Performing Arts), Toronto 2015[7]
- Noises Off, Soulpepper (Young Centre for the Performing Arts), Toronto 2016[1]
- A Doll’s House, Soulpepper (Young Centre for the Performing Arts), Toronto 2016[1]
- TomorrowLove, Outside the March, Toronto 2016[8]
- Hamlet, Shakespeare Theatre Company, Washington, D.C. 2018[9]
- The Cherry Orchard, Crown’s Theatre, Toronto 2019 (als Lopakhin)[10][11]
- The Father (Florian Zeller), Coal Mine Theatre, Toronto 2019[12][13]

## Filmografie
- 2017: Pond (Kurzfilm von Tochi Osuji)[14]
- 2017–2024: Star Trek: Discovery (Fernsehserie)

## Auszeichnungen
- Edna Khubyar Acting Award (Humber College)[14][1]
- Dora Mavor Moore Award for Outstanding Performance – Individual (für In This World)[1][15]